# Jamtli
Jamtli ( PRONÚNCIA) é um museu regional da história cultural do condado da Jämtland, que abrange as províncias históricas da Jämtland e de Härjedalen, situadas no centro-oeste da Suécia. Está localizado na cidade de Östersund.

Apresenta uma série de exposições sobre a história da região, além de uma área a céu aberto com construções de interesse histórico. As peças mais célebres do museu são as tapeçarias de Överhogdal, que datam da Era Viquingue, e que estão maravilhosamente bem conservadas. 

Desde a década de 80, Jamtli trabalha com “história viva”, o que significa que durante o verão, atores moram nos prédios, e falam e trabalham como o fizeram as pessoas que aí realmente viviam antigamente. Isso tem sido um sucesso, sobretudo entre famílias com crianças, e Jamtli se encontra entre os lugares de interesse turístico mais populares da região. 

O museu edita o anuário "Jämten" desde 1913.  O centenário da fundação do museu foi comemorado em 1986.

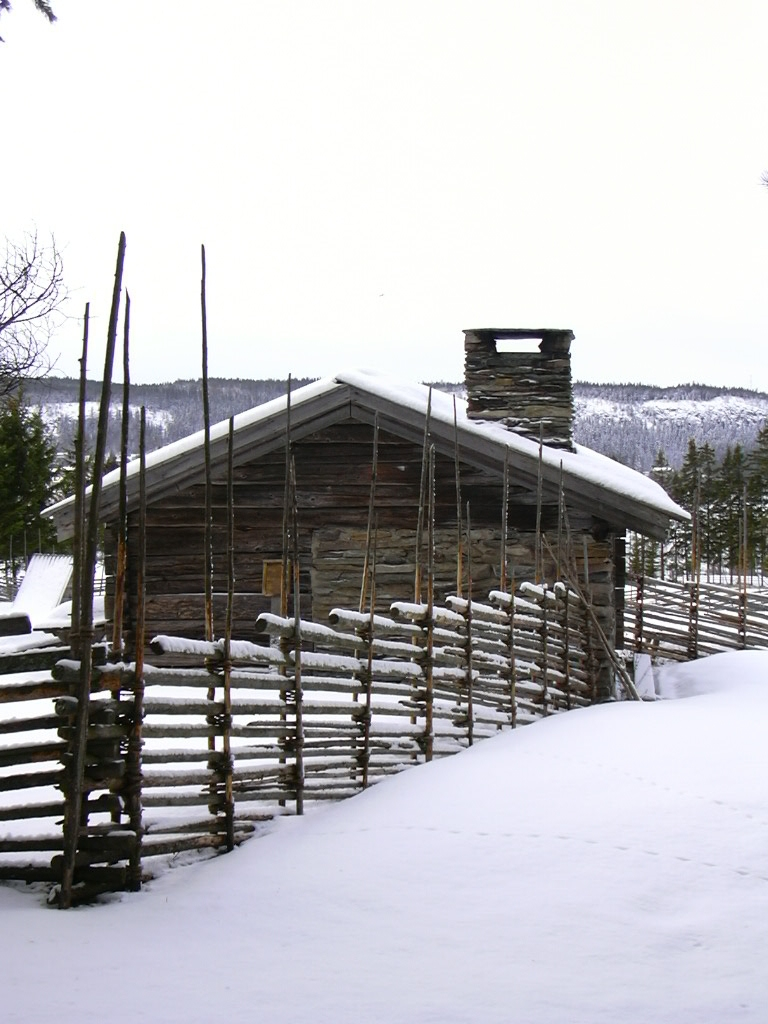
Abrigo de pastores tradicional
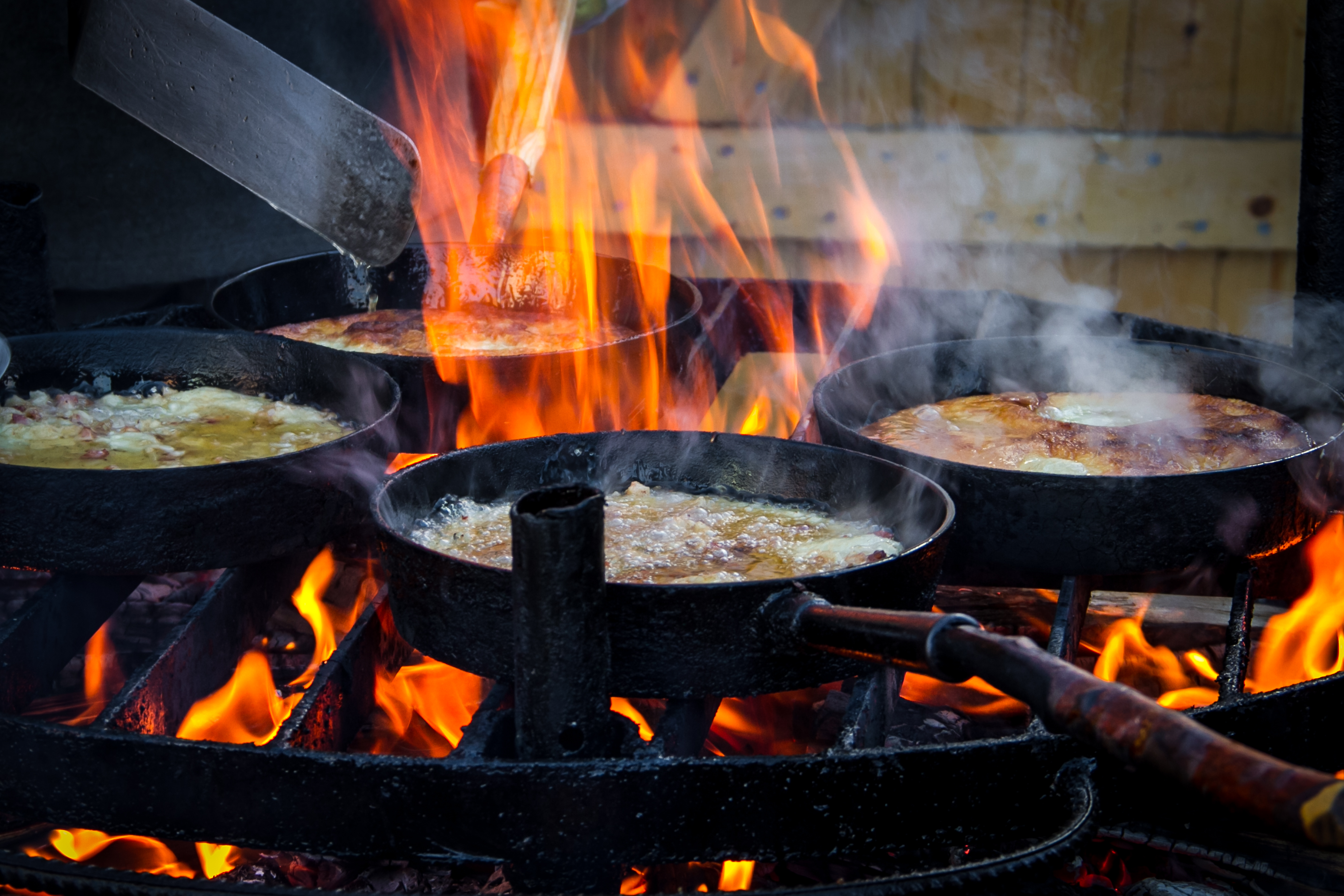
Panquecas tradicionais com carne de porco
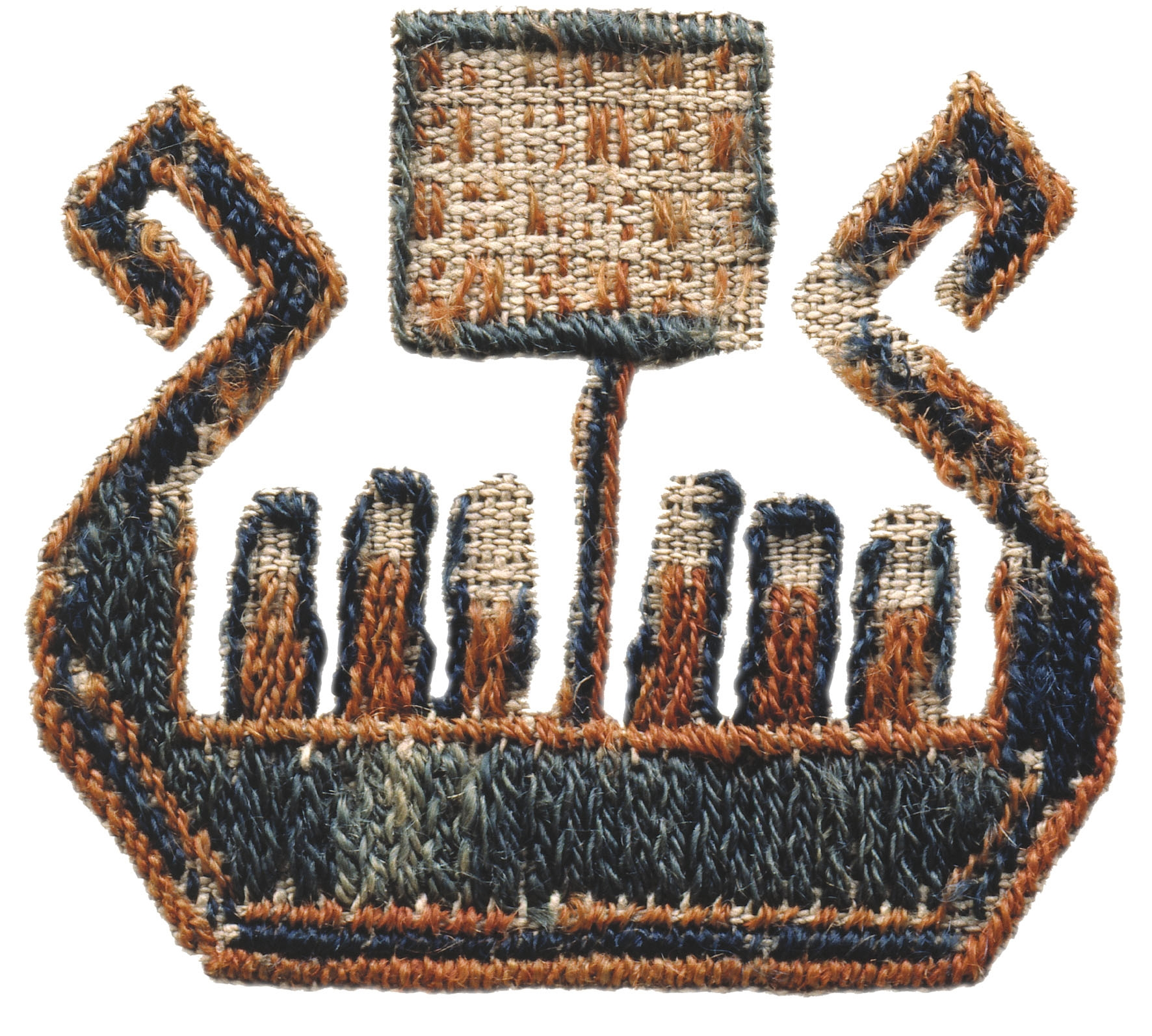
A tapeçaria de Överhogdal
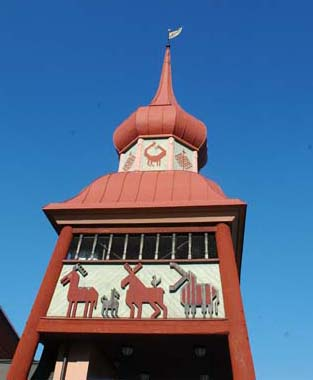
Campanário de igreja tradicional